# Гылыбник
Гылыбник (болг. Гълъбник) — село в Болгарии. Находится в Перникской области, входит в общину Радомир. Население составляет 244 человека.

## Политическая ситуация
В местном кметстве Гылыбник, в состав которого входит Гылыбник, должность кмета (старосты) исполняет Иван Георгиев Милчев (независимый) по результатам выборов.
Кмет (мэр) общины Радомир — Красимир Светозаров Борисов (Болгарская социалистическая партия (БСП)) по результатам выборов.